# Dirophanes coryphaeus
Dirophanes coryphaeus är en stekelart som först beskrevs av Wesmael 1845.  Dirophanes coryphaeus ingår i släktet Dirophanes och familjen brokparasitsteklar. Inga underarter finns listade i Catalogue of Life.